# Indigofera trigonelloides
Indigofera trigonelloides är en ärtväxtart som beskrevs av Hippolyte François Jaubert och Édouard Spach. Indigofera trigonelloides ingår i släktet indigosläktet, och familjen ärtväxter. Inga underarter finns listade i Catalogue of Life.